# Georg Lippold
Georg Lippold (né le 21 février 1885 à Mayence; † 23 juillet 1954 à Erlangen) est un archéologue et philologue allemand de l’université d’Erlangen. Disciple d’Adolf Furtwängler, il peut appliquer les méthodes comparatives de son maître grâce au soutien financier du collectionneur d’art Paul Arndt.

## Biographie
Lippold était le fils du juge d'appel du tribunal régional Adolf Lippold et de Nelly Arnoldi. Il étudia l’archéologie, la philologie et l’histoire ancienne de 1903 à 1907 à l’Université de Munich, et plus brièvement à l’Université de Berlin. Lippold fut l'un des derniers étudiants d’Adolf Furtwängler, qui exerça sur lui une influence profonde. C'est sous sa direction qu'il soutint au cours de l'été 1907 sa thèse de doctorat consacrée aux Emblèmes dans l'Antiquité. Au cours de ses études, il avait fait connaissance avec le collectionneur d'art Paul Arndt, qui souhaitait s'associer le jeune homme pour mener à bien un catalogue intitulé Corpus statuarum : les deux hommes devinrent amis. Une fois qu'il eut soutenu sa thèse, Lippold travailla en 1908 comme bénévole au Musée central romain-germanique de Mayence. L’Institut archéologique allemand lui attribua, ainsi qu'à Margarete Bieber et Gerhart Rodenwaldt, la bourse d'études pour l'année académique 1909-10, ce qui lui permit de visiter les pays méditerranéens.À son retour en Allemagne fin 1910, Lippold reprit des activités de bénévole, cette fois au musée von-Wagner de Wurtzbourg. Il passa son habilitation en 1912 à Munich avec un travail consacré aux statues grecques (Griechische Porträtstatuen) puis enseigna comme privat-docent. Lorsqu'éclata la Première Guerre mondiale, Lippold fut temporairement exempté pour raison de santé. Il obtint finalement un poste de professeur surnuméraire à l’Université d’Erlangen à la fin de l'année 1920, reprit la chaire d’archéologie d'Ernst Buschor en 1925 et fut gratifié du titre de professeur émérite en 1953.

## Œuvre critique
Lippold était un érudit, passant pour le meilleur connaisseur de sa génération pour la statuaire antique, l’art du portrait et la peinture classique en général, mais aussi des glyptiques, de l'Antiquité que de la Renaissance . Il s'intéressa en outre aux mosaïques, aux céramiques grecques et, sporadiquement, à l’art des provinces romaines. Son chef d’œuvre est le volume intitulé « La statuaire grecque » (Griechische Plastik), qu'il composa en 1950 dans le cadre de son Manuel d'Archéologie. Il demeure à ce jour le meilleur manuel d'initiation à la sculpture antique, même si d'autres chercheurs ont depuis développé de nouveaux aspects de ce sujet. Ses recherches sur la collection Arndt, résumées dans Intailles et camées de l'Antiquité et de la Renaissance, valent par la richesse en hypothèses nouvelles. Le premier, Lippold proposa (dans sa monographie Kopien und Umbildungen griechischer Statuen, 1923) une histoire complète de la transmission jusqu'à nous des statues grecques, et fut pour cela récompensé par le Prix Zographos de l’Académie bavaroise des sciences : ce travail est resté longtemps d'un des classiques de la critique d'art. Avec l'appui financier d'Arndt, Lippold put développer les méthodes de son maître Furtwängler : en 1936 il compléta le catalogue de sculptures des Musées du Vatican de Walter Amelung, puis consacra un volume supplémentaire aux archétypes de ces sculptures en 1956. Au total, ces deux volumes rassemblent les descriptions de plus de 1 000 statues en marbre classées selon les connaissances archéologiques de l'époque. À la mort de Arndt en 1937, Lippold reprit la direction des séries éditoriales Brunn-Bruckmann's Denkmäler griechischer und römischer Sculptur (jusqu'en 1947), Arndt-Bruckmanns griechische und römische Porträtset Photographische Einzelaufnahmen antiker Skulpturen d'Arndt et Amelung. Il devint membre de l’Académie bavaroise des Sciences et de l’Institut archéologique allemand, rédigea plusieurs notices de sculpteurs et de peintres pour les encyclopédies de Pauly-Wissowa et de Thieme-Becker.
Lippold n'accepta jamais l’accession au pouvoir des Nazis.
Son fils est l’historien de la Grèce Adolf Lippold.

## Œuvres (sélection)
- Griechische Porträtstatuen. Munich 1912
- Gemmen und Kameen des Altertums und der Neuzeit, éd. Julius Hoffmann (1922)
- Kopien und Umbildungen griechischer Statuen. Munich 1923
- Griechische Plastik, Handbuch der Archäologie. Vol. 3, éd. C. H. Beck, Munich (1950).